# 明日は日曜日そしてまた明後日も……
『明日は日曜日そしてまた明後日も……』（あしたはにちようびそしてまたあさっても）は、藤子不二雄Ⓐによる日本の読切漫画作品。ブラックユーモア短編の1作であり、『白い童話シリーズ』4作目。1971年『COM』4月号（虫プロ商事）に掲載。2015年11月発売の『コロコロアニキ』第4号（小学館）に再録された。

## 物語
田宮坊一郎は東西大学国文学部を卒業し、大丸商事株式会社に就職した、気弱な太った青年である。初出社の日、坊一郎と同じく肥満体型の母親はあれこれと世話を焼く。父親はその過保護を叱りつけたが、父親もまた坊一郎を人一倍心配していた。会社へ向かうべく坊一郎は電車に乗るが、満員となった電車内で潰されそうになり、思わず泣き言を叫ぶ。どうにか会社の前にたどり着いた坊一郎だが、極度の緊張から中へ入れず、会社の前でうろついていた。すると入口の守衛に怪しまれ、威圧的な詰問を受けたことで、一目散に会社から逃げ出してしまう。
気が付けば、時間は11時を過ぎていた。もう会社に行けないと思った坊一郎は、公園で母の手作り弁当を食べながら涙を流したのだった。そして帰宅すると、初出社に喜ぶ両親を前に本当のことを言い出せなかった。翌日、坊一郎はまた会社に行こうとするが足を運べず、道中で学生時代の知人と出会い、働きぶりを見て去って行く。そして会社から、坊一郎の出社していない事実が母親に知らされる。
病院で診察した結果、坊一郎は社会や組織に対する協調性や同化性が失われており、会社に行きそびれたことをきっかけに拒否反応を起こし、勤めにでることができない病気になったと知らされる。数年後、両親は白髪となり、母親は別人のように痩せ細っていた。父親が働いているなか、老け込んだうえに更なる肥満体型となった坊一郎は部屋の中でうずくまったまま一日、また一日と過ごすのであった。

## 登場人物
田宮 坊一郎（たみや ぼういちろう）
本作の主人公。気弱な太った青年。東西大学国文学部を卒業し、大丸商事株式会社に就職した。甘やかされて育ったためか初出勤の際の満員電車で人混みに押された際「パパーッ!」と泣き言を叫んでいた。いざ会社に着くも、極度の緊張から社内に入れずさらに威圧的な守衛に詰め寄られ逃げ出してしまう。その後上司に遅刻したことを叱責されることを恐れ会社に行きそびれてしまう。翌日も会社に行くことを恐れ最終的には退職。以降はさらに老け込み太った体型になったばかりか部屋から出られずただ一日中うずくまってじっとする生活になってしまう。
坊一郎の父（ぼういちろうのちち）
坊一郎の父親。眼鏡をかけている。坊一郎の初出社の際は途中の駅まで見送ったり坊一郎が心配になり会社を早退するなど妻ほどではないが過保護な面がある。坊一郎が引きこもりになってからは高齢になりやつれた状態になりながらも家計を支えるために働いている。
坊一郎の母（ぼういちろうのはは）
坊一郎の母親。太った体型。かなり過保護であり坊一郎の初出社の際あれこれ世話を焼き夫から「つまらん世話を焼くな」や坊一郎に社員に何かをおごるようお金を渡した際には「いっぺんにつまはじきにされちまうぞ!」と叱られる。坊一郎が引きこもりになってからは高齢になった上に心労からかなりやせ細っている。
守衛（しゅえい）
坊一郎が入社する会社のビルの前にいた守衛。ビルの前でウロウロする坊一郎を見て怪しみ威圧的な態度をとりそのことで坊一郎は逃げ出してしまう。
中田（なかた）
坊一郎の大学の同級生。広告代理店に勤め勤務初日から仕事を押し付けられたがやりがいがあると坊一郎に語っている。
医者（いしゃ）
引きこもりとなった坊一郎を診断した医師。坊一郎が「社会や組織に対する協調性や同化性が失われており、会社に行きそびれたことをきっかけに拒否反応を起こし、勤めにでることができない病気になった」「それ以外に悪いところはないので家でブラブラさせるしかない」と診断してしまい結果として坊一郎はさらに引きこもってしまう。

## 解説
坊一郎の不安な心境と過保護な両親、そして会社勤めの日常を続ける周囲が描き分けられ、坊一郎の不安が一層浮き彫りにされている。坊一郎は一度も出社できないまま、病院で「勤めにでることができない病気」と診断された。そして坊一郎は、二階の自室から一歩も出なくなってしまう。
作中における坊一郎の特徴は、現在の引きこもり、2010年代以降の8050問題にほぼ該当する。ただし作品発表時に「引きこもり」「8050問題」の概念は一般化しておらず、作中でも”引きこもり”という用語は登場しない。しかし、平成時代（1989年 - 2019年）に引きこもりが社会問題化すると、同テーマを扱った先駆的作品として脚光を浴びた。